# Marie-Louise Iribe
Pauline Marie-Louise Lavoisot, conhecida como Marie-Louise Iribe (Paris, 29 de novembro de 1894 – 12 de abril de 1934) foi uma atriz, diretora e produtora de cinema francesa, uma das pioneiras do cinema na Europa. 

## Biografia
Marie Louise nasceu em 1894, em Paris. Era filha do Coronel Louis Lavoisot e sua esposa, Jeanne Julie Iribe, sobrinha do decorador e designer Paul Iribe. Depois de estudar no Conservatório de Paris, onde foi aluna de Georges Berr, ela atuou no teatro em Paris, notadamente na Comédie-Française antes de ser recrutada por Jacques Copeau no Théâtre du Vieux-Colombier em Paris, onde atuou com Sacha Guitry.
Em 1913, ainda morava em Joinville-le-Pont, onde residia com sua mãe e seu segundo marido, o médico e jogador de rúgbi Auguste Giroux. Lá ela se casou com o ator Charles Fontaine, residente da Comédie-Française. Sua estreia no cinema foi em 1912, em um filme de René Le Somptier, Fleur fanée, cœur aimé. Ela atuaria em mais 17 filmes mudos e um do cinema falado. Seu maior sucesso, em 1921, foi no filme L'Atlantide, dirigido por Jacques Feyder, baseado no romance de Pierre Benoit.
Viúva em 1916, Marie-Louise Iribe casou-se em 1921 em Joinville com o ator André Roanne, seu parceiro em Les ailes s'ouvrent e em L'Atlantide. Divorciaram-se em 1923, após terem tido dois filhos.
Entrando na produção de filmes, Marie-Louise fundou a empresa Les Artistes Reunis em 1925. Ela produziu notavelmente um filme de Jean Renoir, filho de Pierre-August Renoir, Marquitta, no qual ela interpreta o papel-título. No mesmo ano, ela se casou com o irmão de Jean, o ator Pierre Renoir. Eles se separaram em 1930 e o divórcio é pronunciado em 1933.
Com sua companhia, Marie-Louise Iribe também produziu em 1927 Chantage, filme de Henri Debain. Ela substituiu este último como diretora de um filme de 1928, Hara-Kiri. Ela também foi diretora, produtora e atriz de um último filme em 1930, o único que fala de sua carreira, Le Roi des aulnes, baseado na balada de Goethe, da qual ela também grava uma versão alemã.

## Morte
Marie-Louise ficou muito doente e precisou parar de trabalhar. Ela morreu em 12 de abril de 1934, em Paris, com apenas 39 anos. Ela foi sepultada em um cemitério em Barbizon.

## Filmografia

### Como atriz
- 1913 : Fleur fanée... cœur aimé..., de René Le Somptier
- 1914 : Le Prix de Rome, de René Le Somptier
- 1914 : La Rencontre, de Louis Feuillade
- 1914 : Le Temps des cerises, de René Le Somptier
- 1914 : Les Pâques rouges de Louis Feuillade
- 1916 : Le Pont des enfers, de René Le Somptier
- 1916 : La Trouvaille de Buchu, de Jacques Feyder
- 1916 : La Pièce de dix sous, de Jacques Feyder
- 1919 : L'Intervention de Protéa, de Jean-Joseph Renaud : Asphodèle
- 1921 : Les ailes s'ouvrent, de Guy du Fresnay
- 1921 : L'Atlantide, de Jacques Feyder : Tanit-Zerga
- 1923 : Nachtstürme, de Hanns Kobe
- 1924 : Le Gardien du feu, de Gaston Ravel
- 1926 : Un fils d'Amérique, de Henri Fescourt
- 1927 : Chantage de Henri Debain
- 1927 : Marquitta de Jean Renoir : Marquitta
- 1928 : Hara-Kiri, de Henri Debain e Nicole Daomi
- 1930 : Le Roi des aulnes, de Marie-Louise Iribe

### Como diretora
- 1928 : Hara-Kiri, com Henri Debain
- 1930 : Le Roi des aulnes
- 1930 : Der Erlkönig, versçao alemã de Le Roi des Aulnes

### Como produtora
- 1927 : Marquitta, de Jean Renoir
- 1927 : Chantage, de Henri Debain
- 1928 : Hara-Kiri, de Henri Debain et Marie-Louise Iribe
- 1930 : Le Roi des aulnes, de Marie-Louise Iribe